# 白成龍
白成龍，直隶河间人，回族，清朝軍事將領、武狀元。
乾隆三十一年，登進士一甲第一名，授頭等侍衛，后歷任河南中军参将。乾隆三十八年，調任浙江湖州协副将。乾隆四十三年，因其敲詐嘉湖卫守备柳俊贤钱财，導致後者自縊。浙江巡撫王亶望主持，同年乾隆帝命于杭州處以絞刑，后乾隆帝仍覺得其為疑案，后王亶望因貪污案事發，湖州人费南辉著文鳴冤，但仍未有定論，遂稱懸案。